# Georg Philipp Löber
Georg Philipp Löber (* 4. November 1820 in Rosenthal im Landkreis Waldeck-Frankenberg; † 14. Juni 1876 in Willingshausen im Schwalm-Eder-Kreis) war ein deutscher Gutsbesitzer und Mitglied der kurhessischen Ständeversammlung.

## Leben
Georg Philipp Löber war Gutsbesitzer in Rosenthal und hatte von 1852 bis 1862 ein Mandat für die Zweite Kammer der kurhessischen Ständeversammlung, gewählt aus den Reihen der größeren Grundbesitzer.
In den Jahren von 1862 bis 1863 war er für den Wahlbezirk Frankenberg-Land in dem Parlament.
Die kurhessische Ständeversammlung wurde nach den Unruhen im Jahre 1830 zum Zweck der Beratung und Verabschiedung einer Verfassung gebildet und hatte bis 1866 Bestand, als das Land Hessen durch Preußen annektiert wurde.